# Achim Buckenmaier
Achim Buckenmaier (Hechingen, 23 gennaio 1959) è un teologo tedesco.
È un dogmatico e sacerdote cattolico.

## Biografia
Achim Buckenmaier ha studiato teologia cattolica a Friburgo in Brisgovia e a Parigi. Ha ricevuto l'ordinazione nel 1985.
Inoltre, prende l’abilitazione all’insegnamento nelle scuole medie e supera l’esame di stato per l’insegnamento di tedesco nei ginnasi e licei.
Dal 1990 e diventato membro della Comunità Cattolica d'Integrazione (KIG) e della Comunità dei sacerdoti in servizio alle Comunità d'Integrazione, per la quale è stato, tra l'altro, diversi anni in Tanzania.
Nel 1994 Buckenmaier ha completato il Dottorato (teologia) presso l'Università di Monaco con Gerhard Ludwig Müller con la tesi in Dogmatica Das Verhältnis von Schrift und Tradition nach dem Zweiten Vatikanischen Konzil (Il rapporto tra Scrittura e tradizione dopo il Concilio Vaticano II.)
Dal 2000 al 2002 è stato Direttore amministrativo del St. Anna Schulverbund a Monaco, una scuola privata con orientamento cattolico. Nel 2015 è diventato presidente del consiglio di sorveglianza di questo istituto.
Nel 2009 ha abilitato con il lavoro Universale Kirche vor Ort - Aspekte zur Verhältnisbestimmung von Universalkirche und Lokalkirche presso l'Università di Bonn. (Universalità della Chiesa locale - Aspetti del rapporto tra Chiesa universale e Chiesa locale)
Come professore di Dogmatica Achim Buckenmaier era direttore della Cattedra per la Teologia del Popolo di Dio presso la Pontificia Università Lateranense a Roma dal 2009 fino a 2021, fondata dalla Comunità Cattolica d'Integrazione. "La distinzione tra la fede ebraico-cristiano e le religioni", "Ecclesiologia" e "Dottrina pratica e sacramentale" sono alcuni dei contenuti del lavoro di questa Cattedra, che vuole insegnare l'unità tra l'Antico e il Nuovo Testamento. Nello spirito di una nuova evangelizzazione la Cattedra usa deliberatamente un linguaggio comprensibile ed è aperta a chiunque sia interessato. Dall' autunno 2016 la Cattedra offre un corso a distanza posto diploma di laurea: "Teologia del Popolo di Dio - Il profilo del guideo-cristianesimo", in tedesco, e da 2017 anche in inglese.
La presidenza fa parte del Pontificio Istituto Pastorale "Redemptor Hominis".
Dal 2009, ha insegnato presso la Facoltà di Teologia della Pontificia Università Gregoriana a Roma per studenti tedeschi.
Dal 2009 Buckenmaier è membro del Nuovo Circolo degli Studenti Joseph Ratzinger / Benedetto XVI., un circolo internazionale di teologi e dal 2018 è membro del Consiglio di Fondazione Ratzinger / Benedetto XVI.
Papa Benedetto lo nominò nel 2011 come Consultore del Pontificio Consiglio per la Promozione della Nuova Evangelizzazione e il 15 dicembre 2012 come Consultore della Congregazione per la dottrina della fede.

Papa Francesco ha prorogato questa chiamata il 19 dicembre 2017 per altri 5 anni e il 19 dicembre 2022 per altri 5 anni.
Dal 2011 Buckenmaier è membro dell'Accademia Europea delle Scienze.

## Opere (selezione)
- Der gerettete Anfang. Schrift und Tradition in Israel und der Kirche. Bad Tölz 2002, ISBN 3-93285-724-0.
- Abraham. Vater der Gläubigen. Eine Glaubensbiographie. Augsburg 2003, ISBN 3-93648-410-4.
- Was ist der Mensch? Ausgangspunkte einer christlichen Erziehung. Bad Tölz 2004, ISBN 3-93285-742-9.
- Mose. Die Geschichte einer Rettung. Augsburg 2005, ISBN 978-3-93648-455-7.
- Ist das noch unsere Kirche? Regensburg 2012, ISBN 3-7917-2423-1.
- Lehramt der Bischofskonferenzen? Regensburg 2016, ISBN 978-3-79172-833-9.
- con Arnold Stötzel e Ludwig Weimer: Die sieben Zeichen des Messias: das eine Volk Gottes als Sakrament für die Welt. Regensburg 2012, ISBN 978-3-7917-2426-3.
- Gesù e il suo corpo - Elementi della Cristologia e dell'Ecclesiologia per lo studio e la pastorale Nova Millennium Romae, Ottobre 2016, ISBN 978-8-8871-1797-4.
- L'ebreo Gesù di Nazaret - Un contributo al dialogo fra Jacob Neusner e Benedetto XVI  Nova Millennium Romae, Autori: Achim Buckenmaier, Rudolf Pesch, Ludwig Weimer, Marietti, Gennaio 2011, ISBN 978-8-8211-8827-5.
- Il Tesoro Particolare. Temi della Chiesa di oggi, Ecumenica Editrice, Bari 2022, ISBN 978-88-85952-31-7.
- Priester Beruf und Berufung auf dem Prüfstand, Pustet, Regensburg 2023, ISBN 978-3791-73397-5.